# Hernán Figueroa
Hernán Figueroa (Hernán Armando Figueroa Burg; * 26. August 1927; † September 2013) war ein chilenischer Zehnkämpfer.
Bei den Olympischen Spielen 1948 in London kam er auf den 20. Platz. 1951 gewann er bei den Panamerikanischen Spielen in Buenos Aires.
1952 siegte er bei den Leichtathletik-Südamerikameisterschaften  in Buenos Aires mit seiner persönlichen Bestleistung von 6698 Punkten und belegte bei den Olympischen Spielen in Helsinki den 17. Platz.
Bei den Panamerikanischen Spielen 1955 in Mexiko-Stadt holte er Bronze.